# Бъля (водопад)
Водопадът Бъля (на румънски: Cascada Bâlea, Urlătoarea Bâlei) се намира във Фъгърашките планини, между върховете Молдовяну и Негою, на около 1200 м надморска височина. Той е един от най-големите водопади в Румъния, с височина 60 м, като водите му падат в циркуса Бъля.
Водопадът се достига чрез Трансфъгърашкото шосе до хижа „Бъля Каскада“, откъдето има 50 м спускане до дъното на водопада. Маршрутът е отбелязан с червена сигнализация.